# 锦星镇
锦星镇，是中华人民共和国贵州省毕节市黔西市下辖的一个乡镇级行政单位。
2011年12月27日，贵州省人民政府批复同意撤销锦星乡，设置锦星镇，镇人民政府驻新街社区。

## 行政区划
锦星镇下辖以下地区：
木渣黑村、洪湖村、东庄村、庆民村、红旗村、青沟村、白泥村、新街村和文阁村。